# Orthonama microvittata
Orthonama microvittata är en fjärilsart som beskrevs av Embrik Strand 1917. Orthonama microvittata ingår i släktet Orthonama och familjen mätare. Inga underarter finns listade i Catalogue of Life.